# Cracklin' Rosie
Cracklin' Rosie är en poplåt komponerad och framförd av Neil Diamond. Låten utgavs som singel i augusti 1970 och medtogs i november samma år på studioalbumet Tap Root Manuscript. Efter att ha haft ett flertal hitsinglar i USA under andra hälften av 1960-talet blevn "Cracklin' Rosie" Neil Diamonds första Billboard-etta. Den kom också att bli hans internationella genombrott och nådde hög listplacering i flera länder i Europa, samt Australien och Nya Zeeland.
Låttiteln lär referera till ett då känt billigt vinmärke, Cracklin' Rosé. Detta var inte första gången Diamond skrev en låt med vintema. 1967 komponerade han även låten "Red Red Wine".

## Listplaceringar
| Lista (1970)   | Position              |
| -------------- | --------------------- |
| Australien     | 2 (Go Set)            |
| Danmark        | 4 ("Pladetoppen")     |
| Irland         | 2                     |
| Kanada         | 1 (RPM)               |
| Nederländerna  | 6                     |
| Norge          | 1 (VG-lista)          |
| Nya Zeeland    | 1 (NZ Listner)        |
| Storbritannien | 3                     |
| Sverige        | 1 (Kvällstoppen)      |
| Sverige        | 1 (Tio i topp)        |
| USA            | 1 (Billboard Hot 100) |
| Västtyskland   | 7                     |
| Österrike      | 6                     |